# کلبه پتر کبیر
کلبهٔ پتر کبیر مکانی در شهر دربند در داغستان روسیه است که تزار پتر کبیر در جریان جنگ ایران و روسیه (۱۷۲۳–۱۷۲۲) شبی را در آن گذراند. تنها فونداسیون جان‌پناه باقی مانده که در سدهٔ ۲۱، مجموعه‌ای فرهنگی–تاریخی بر روی آن ساخته شد که شامل تالار ستون‌دار، یادبودی برای نخستین امپراتور روسیه و ساختمان موزه است. این مجموعهٔ موزه که در سال ۲۰۱۵ گشایش یافت، یکی از زیرمجموعه‌های موزه-منطقهٔ حفاظت‌شدهٔ ایالتی دربند است.
نمایش اصلی این مجموعهٔ موزه، بقایای جان‌پناهی است که پتر کبیر در مدت اقامت خود در دربند در آن سکونت داشت.

## تاریخچه
در سال ۱۷۲۲ و در جریان لشکرکشی ایران، پتر کبیر شب را در جان‌پناهی دو اتاقه که به‌طور ویژه ساخته شده بود، و از گرمای تابستانی در امان بود، گذراند. این محل تقریباً ۱۰۰ متر در غرب ساحل و ۵۰ متر در جنوب دیوار شمالی قلعه قرار داشت و از دو اتاق کوچک تشکیل می‌شد. تزار سه روز در دربند ماند و سپس با سپاه و ناوگانش به‌سوی باکو حرکت کرد و یک پادگان نظامی روسی را در قلعهٔ باستانی باقی گذاشت.
در سال ۱۸۴۸، نایب‌السلطنهٔ قفقاز، شاهزاده ورونتسوف، دستور داد اطراف جان‌پناه با حصار سنگی محصور شود. زنجیرهای لنگر بر ستون‌های سنگی آویخته و لوحی چدنی با نوشتهٔ «محل نخستین استراحتگاه پتر کبیر در ۲۳ اوت ۱۷۲۲» نصب شد. دو توپ که در سال ۱۷۱۵ ریخته شده بودند، نیز در اطراف حصار نصب گردید. سپس در نیمهٔ دوم قرن نوزدهم، تالاری ستون‌دار با ستون‌های سنگی مربعی زیر سقف آهنی هرمی‌شکل بر فراز جان‌پناه ساخته شد. این مکان بارها مورد بازدید اعضای خانوادهٔ سلطنتی و شخصیت‌های مشهور قرار گرفت؛ از جمله الکساندر دوما در سال ۱۸۵۸ و امپراتور روسیه نیکلای دوم در سال ۱۸۵۰.
جان‌پناه تزار در سدهٔ بیستم و طی جنگ داخلی روسیه از بین رفت. در دوران شوروی، به این بنای تاریخی اهمیتی داده نشد و به همین دلیل بنا به‌تدریج در زمین فرورفت.
ساختمان ستون‌دار به خانهٔ مسکونی تبدیل شد و اطراف آن نیز با ساختمان‌های صنعتی و مسکونی پر شد، و بقایای جان‌پناه نخستین امپراتور روسیه زیر فونداسیون جدید دفن گردید.

## بازسازی
در سال ۲۰۱۵، این کلبه عنوان «مجموعهٔ موزه‌ای خانهٔ پتر کبیر در دربند» را دریافت کرد. کاوش‌ها با سرمایهٔ بنیاد خیریهٔ «پری» متعلق به زیاوودین ماگومدوف انجام شد. تالار ستون‌دار قرن نوزدهمی که بر روی جان‌پناه ساخته شده بود، در محل آن بازسازی شد و ساختمان موزه‌ای مدرن نیز در کنار آن برپا گردید.

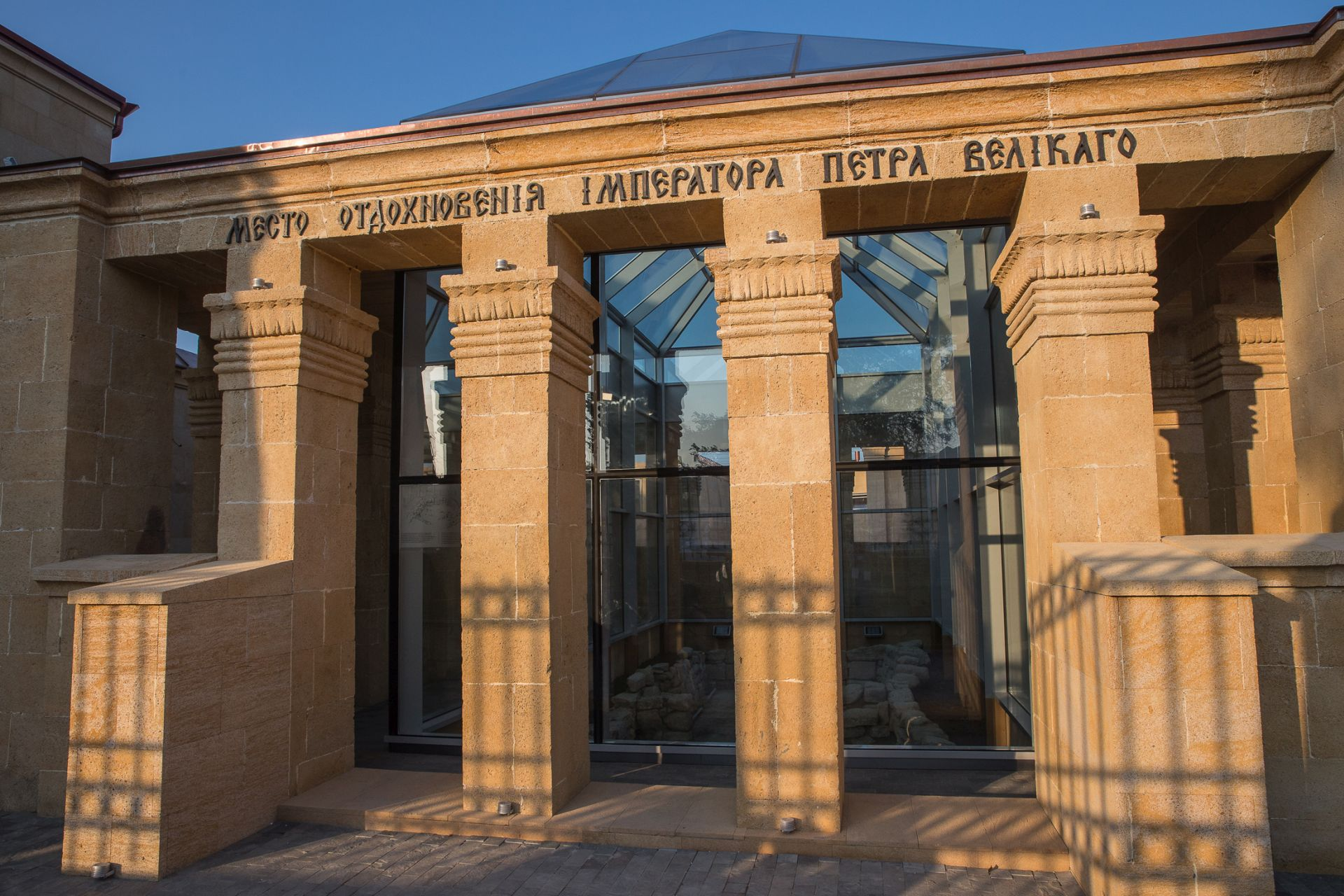
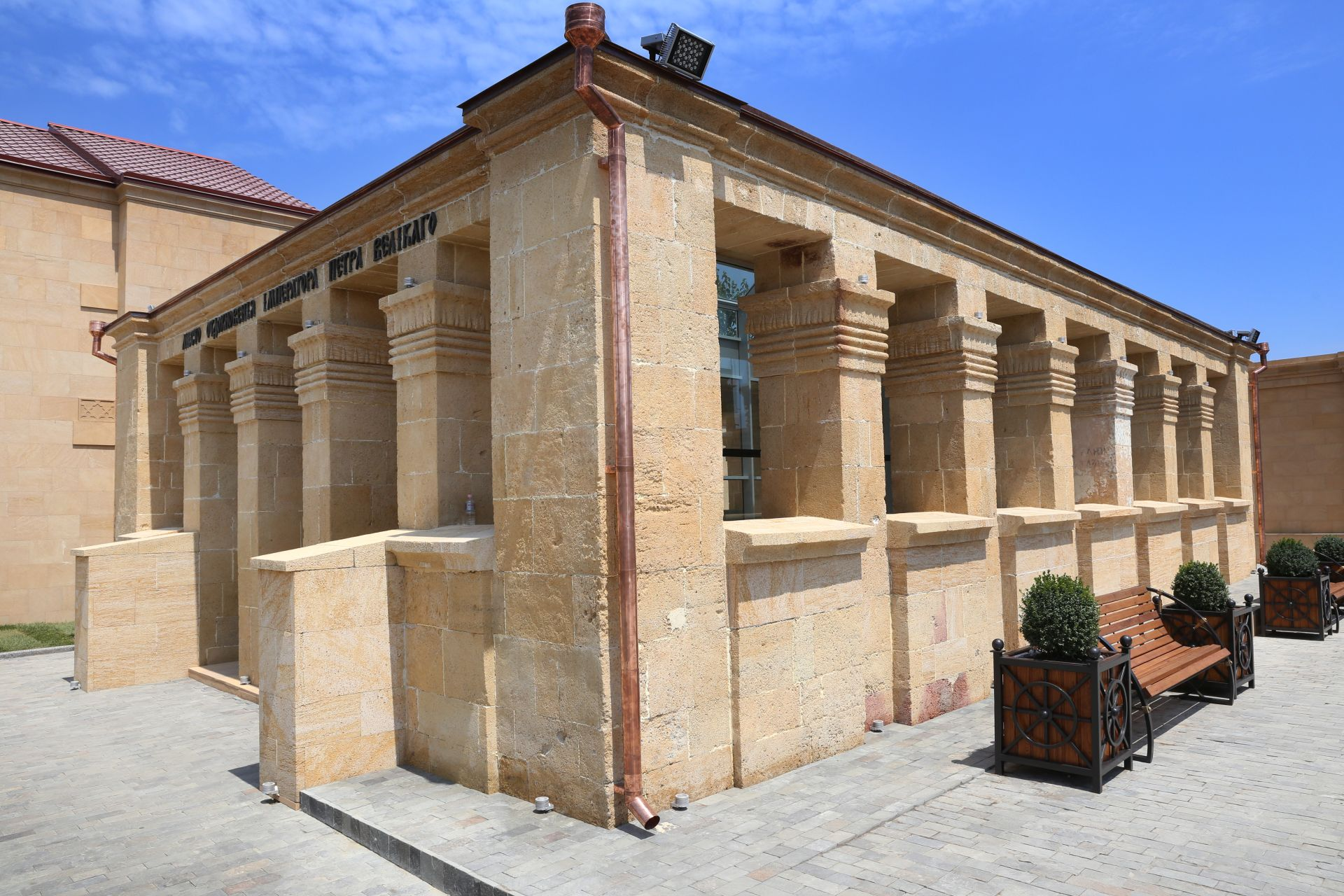
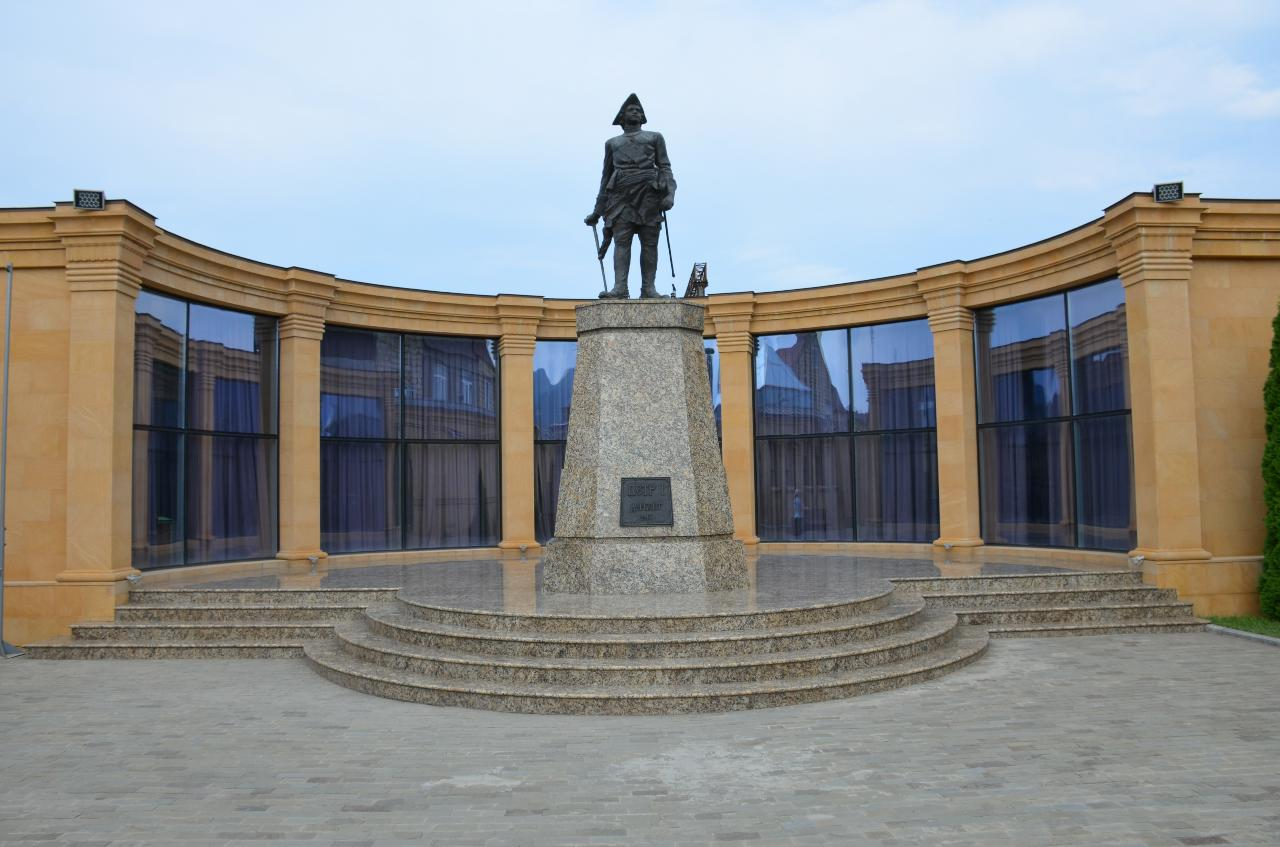